# Fotbollsallsvenskan 2004
Fotbollsallsvenskan 2004 spelades 3 april–30 oktober 2004, och vanns av Malmö FF. Ett uppehåll gjordes under perioden 24 maj–30 juni, i samband med Sveriges deltagande vid Europamästerskapet i Portugal.

## Upplägg
Serien omfattade 26 omgångar. Lag 12: nedflyttningskval. Lag 13-14: nedflyttning. Lag 11-12: nedflyttning. Seger = 3 poäng. Oavgjort = 1 poäng. Förlust = 0 poäng.

## Förlopp
- Djurgårdens IF meddelade i början av november 2003 att man inför säsongen 2004 skulle flytta sina hemmamatcher till Råsunda fotbollsstadion.[1]
- Matchen Hammarby IF-Malmö FF (0–0) spelades inför 15 626 åskådare på Söderstadion i Stockholm tisdagen den 6 april 2004. Efter matchen uppmärksammades en grupp Malmö FF-supportrar i massmedierna för att ha använt sig av en banderoll där tre avlidna kända Hammarby IF-profiler hånades.[2][3]
- Efter publikoroligheter under matchen Hammarby IF-AIK (1-1) måndagen den 18 oktober på Råsunda fotbollsstadion tilldömdes AIK att spela hemmamatchen mot Örgryte IS den 24 oktober på samma arena utan publik.[4] AIK förlorade med 0-3 och åkte ur Allsvenskan. Sportbladets Lasse Sandlin beskrev stämningen på den tomma arenan som "Dödsskuggans dal".[5]
- Fredagen den 5 november samlades Svenska Fotbollförbundets tävlingsutskott för att diskutera bråk om icke-svenska spelare. Man beslöt att GIF Sundsvall skulle tilldömas segern i matchen GIF Sundsvall–Örgryte IS, som spelades den 18 april och egentligen slutade 1–1. Resultatet ändrades till 3–0 för GIF Sundsvall. Beslutet kritiserades för att tabellen ändrades efter säsongens slut. Beslutet påverkade även negativt Örgrytes förutsättningar för att undvika nedflyttningskval i sista omgången. Malmö FF var också inblandade i sådant liknande bråk, men fråntogs inga poäng.[6]
- Avgörandet kom i sista omgången, och stod mellan Halmstad och Malmö (Göteborg hade en teoretisk chans, men det hade krävt orealistiskt många mål). Halmstad hade bättre målskillnad än Malmö och skulle dessutom spela hemma mot IFK Göteborg, medan Malmö hade hemmamatch mot Elfsborg, och skulle därför "bara" vinna sista matchen. Halmstad tog ledningen kort innan halvlek, men en oturlig hands i andra halvlek ledde till en straff som Göteborg förvaltade. Halmstad förmådde inte att återta ledningen trots en utvisad Göteborgsspelare, en anstormning och bra chanser. Malmö fick straff som de förvaltade (dock på retur) och de höll undan med sitt enda mål och tog därför hem SM-titeln.
- Efter säsongen beslutade Svenska Fotbollförbundets licensnämnd att Örebro SK:s ekonomi var otillräcklig vilket medförde att det laget miste sin elitlicens och flyttades ned i Superettan 2005 och att istället Assyriska FF (som hade förlorat kvalet mot Örgryte IS) skulle kvoteras in i Allsvenskan 2005.[7]

## Tabeller

### Poängtabell
| Nr | Lag                 | S  | V  | O  | F  | GM | IM | MS  | P  |
| -- | ------------------- | -- | -- | -- | -- | -- | -- | --- | -- |
| 1  | Malmö FF            | 26 | 15 | 7  | 4  | 44 | 21 | +23 | 52 |
| 2  | Halmstads BK        | 26 | 14 | 8  | 4  | 53 | 27 | +26 | 50 |
| 3  | IFK Göteborg        | 26 | 14 | 5  | 7  | 33 | 20 | +13 | 47 |
| 4  | Djurgårdens IF (RM) | 26 | 11 | 8  | 7  | 38 | 32 | +6  | 41 |
| 5  | Kalmar FF (U)       | 26 | 10 | 10 | 6  | 27 | 18 | +9  | 40 |
| 6  | Hammarby IF         | 26 | 10 | 7  | 9  | 28 | 28 | 0   | 37 |
| 7  | GIF Sundsvall       | 26 | 9  | 7  | 10 | 30 | 29 | +1  | 34 |
| 8  | Örebro SK           | 26 | 9  | 6  | 11 | 32 | 45 | −13 | 33 |
| 9  | IF Elfsborg         | 26 | 8  | 8  | 10 | 25 | 32 | −7  | 32 |
| 10 | Helsingborgs IF     | 26 | 7  | 9  | 10 | 41 | 33 | +8  | 30 |
| 11 | Landskrona BoIS     | 26 | 7  | 9  | 10 | 27 | 33 | −6  | 30 |
| 12 | Örgryte IS          | 26 | 6  | 9  | 11 | 24 | 35 | −11 | 27 |
| 13 | AIK                 | 26 | 5  | 10 | 11 | 23 | 35 | −12 | 25 |
| 14 | Trelleborgs FF (U)  | 26 | 2  | 7  | 17 | 18 | 55 | −37 | 13 |

### Resultattabell
| Hemma \ Borta   | AIK | DIF | GIFS | HBK | HAIF | HEIF | IFE | IFKG | KFF | BOIS | MFF | TFF | ÖSK | ÖIS |
| AIK             | —   | 1–1 | 1–0  | 0–2 | 0–1  | 2–2  | 1–1 | 3–1  | 1–1 | 1–3  | 0–2 | 0–0 | 1–2 | 0–3 |
| Djurgårdens IF  | 3–1 | —   | 3–1  | 1–1 | 1–0  | 2–1  | 3–2 | 1–2  | 0–3 | 1–1  | 0–2 | 5–0 | 5–1 | 2–1 |
| GIF Sundsvall   | 1–1 | 0–1 | —    | 1–0 | 2–0  | 3–3  | 0–0 | 2–1  | 0–1 | 0–0  | 3–2 | 1–0 | 1–0 | 3–0 |
| Halmstads BK    | 1–2 | 2–2 | 1–0  | —   | 2–1  | 3–2  | 3–0 | 1–1  | 1–0 | 5–3  | 2–2 | 1–0 | 5–0 | 2–2 |
| Hammarby IF     | 1–1 | 3–0 | 1–0  | 1–1 | —    | 2–1  | 1–0 | 1–2  | 0–3 | 3–1  | 0–0 | 0–1 | 1–1 | 0–1 |
| Helsingborgs IF | 3–0 | 1–1 | 1–0  | 1–2 | 3–1  | —    | 4–0 | 1–2  | 1–2 | 0–1  | 0–2 | 2–0 | 0–0 | 3–0 |
| IF Elfsborg     | 1–0 | 0–0 | 3–1  | 1–1 | 0–1  | 1–1  | —   | 1–0  | 0–1 | 1–1  | 1–5 | 3–1 | 3–0 | 1–2 |
| IFK Göteborg    | 1–0 | 2–0 | 0–1  | 0–0 | 0–1  | 2–1  | 3–0 | —    | 1–0 | 1–1  | 1–2 | 2–0 | 1–0 | 4–0 |
| Kalmar FF       | 1–1 | 1–1 | 2–1  | 1–3 | 1–2  | 0–0  | 0–1 | 0–0  | —   | 1–1  | 1–0 | 2–0 | 0–1 | 1–1 |
| Landskrona BoIS | 0–1 | 2–0 | 3–2  | 0–4 | 0–0  | 1–1  | 0–0 | 0–1  | 0–2 | —    | 2–1 | 4–0 | 0–1 | 0–2 |
| Malmö FF        | 0–0 | 2–0 | 0–0  | 2–1 | 4–3  | 1–1  | 1–0 | 1–0  | 0–0 | 0–1  | —   | 4–2 | 5–1 | 1–0 |
| Trelleborgs FF  | 1–3 | 2–2 | 1–1  | 0–4 | 2–2  | 1–6  | 0–1 | 2–3  | 0–0 | 2–1  | 1–1 | —   | 1–2 | 1–1 |
| Örebro SK       | 2–1 | 0–2 | 3–3  | 2–5 | 1–2  | 3–1  | 2–2 | 0–0  | 1–2 | 2–0  | 1–2 | 3–0 | —   | 1–0 |
| Örgryte IS      | 1–1 | 0–1 | 1–3  | 2–0 | 0–0  | 1–1  | 0–2 | 1–2  | 1–1 | 1–1  | 0–2 | 1–0 | 2–2 | —   |

## Kval till Allsvenskan 2005
| Lag 1        | Totalt       | Lag 2      | Möte 1 | Möte 2 |
| Assyriska FF | 00002–2 (BM) | Örgryte IS | 2–1    | 0–1    |

Örgryte IS till Allsvenskan 2005.

### Originaltabellen
1. Malmö FF, 52 poäng
2. Halmstads BK, 50 poäng
3. IFK Göteborg, 47 poäng
4. Djurgårdens IF, 41 poäng
5. Kalmar FF, 40 poäng
6. Hammarby IF, 37 poäng
7. Örebro SK, 33 poäng
8. GIF Sundsvall, 32 poäng
9. IF Elfsborg, 32 poäng
10. Helsingborgs IF, 30 poäng
11. Landskrona BoIS, 30 poäng
12. Örgryte IS, 28 poäng
13. AIK, 25 poäng
14. Trelleborgs FF, 13 poäng

## Skytteligan
- 14 mål: Markus Rosenberg, Halmstads BK
- 12 mål: Afonso Alves, Malmö FF
- 11 mål: Andreas Johansson, Djurgårdens IF
- 10 mål: Peter Graulund, Helsingborgs IF; Sharbel Touma, Halmstads BK; Dedé Anderson, Kalmar FF samt Peter Ijeh, IFK Göteborg

## Publiksiffror
- Publiksnitt: 9 788[8]

### Högsta publiksiffror
- 40 186: Örgryte IS–IFK Göteborg 1–2, Ullevi den 4 maj 2004[9]
- 38 983: IFK Göteborg–Malmö FF 1–2, Ullevi den 25 oktober 2004
- 36 312: IFK Göteborg–Örgryte IS 4–0, Ullevi den 9 augusti 2004
- 32 590: Djurgårdens IF–AIK 3–1, Råsundastadion den 13 april 2004
- 27 612: AIK–Hammarby IF 0–1, Råsundastadion den 13 maj 2004

### Publiksnitt per lag
För första gången sedan IFK Göteborg 1977 har ett allsvenskt lag över 20 000 i publiksnitt på sina hemmamatcher.
- 20 061: Malmö FF
- 14 641: IFK Göteborg
- 13 908: AIK
- 12 877: Hammarby IF
- 12 322: Djurgårdens IF
- 10 169: Helsingborgs IF
- 9 113: Halmstads BK
- 7 519: Örgryte IS
- 7 243: Örebro SK
- 7 123: Kalmar FF
- 6 443: IF Elfsborg
- 6 270: GIF Sundsvall
- 5 881: Landskrona BoIS
- 3 459: Trelleborgs FF

### Lägsta publiksiffror
- 0: AIK-Örgryte IS 0–3, Råsunda fotbollsstadion, 24 oktober 2004[9]

## Svenska mästarna
- Tränare: Tom Prahl

| Spelare               | Matcher | Mål |
| --------------------- | ------- | --- |
| Mattias Asper (MV)    | 26      | 0   |
| Louay Chanko          | 26      | 0   |
| Joseph Elanga         | 25      | 1   |
| Jon Inge Höiland      | 25      | 4   |
| Niklas Skoog          | 25      | 8   |
| Afonso Alves          | 24      | 12  |
| Andreas Yngvesson     | 24      | 5   |
| Olof Persson          | 23      | 1   |
| Jon Jönsson           | 21      | 3   |
| Thomas Olsson         | 20      | 1   |
| Daniel Majstorovic    | 18      | 2   |
| Hans Mattisson        | 16      | 0   |
| Tobias Grahn          | 13      | 2   |
| Daniel Andersson      | 11      | 0   |
| Patrik Andersson      | 10      | 1   |
| Peter Abelsson        | 8       | 2   |
| Igor Sypniewski       | 8       | 2   |
| Glenn Holgersson      | 6       | 0   |
| Yksel Osmanovski      | 6       | 0   |
| Darko Lukanovic       | 4       | 0   |
| Johan Nilsson Guiomar | 3       | 0   |
| Behrang Safari        | 3       | 0   |

MV = målvakt.

### Fotnoter
1. ↑  ”Djurgården flyttar till Råsunda” (på svenska). Expressen. 5 november 2003. https://www.expressen.se/sport/fotboll/allsvenskan/fotboll-djurgarden-flyttar-till-rasunda/. Läst 14 juli 2021.
2. ↑  Jennifer Wegerup (7 april 2004). ”Banderollen som förstörde festen” (på svenska). Sportbladet. https://www.aftonbladet.se/sportbladet/fotboll/a/21B05x/banderollen-som-forstorde-festen. Läst 14 juli 2021.
3. ↑  Mathias Lühr (8 april 2004). ”De hånade min farfar” (på svenska). Expressen. https://www.expressen.se/sport/hockey/shl/de-hanade-min-farfar/. Läst 14 juli 2021.
4. ↑  ”AIK:s straff” (på svenska). Sportbladet. 22 oktober 2004. https://www.aftonbladet.se/sportbladet/fotboll/a/On8M6A/aiks-straff-boter-och-spel-pa-tomma-laktare. Läst 14 juli 2021.
5. ↑  Lasse Sandlin (25 oktober 2004). ”Superfiaskot” (på svenska). Sportbladet. https://www.aftonbladet.se/sportbladet/fotboll/a/0EQ2gA/superfiaskot. Läst 14 juli 2021.
6. ↑  ”TU beslut 5 november 2004”. Svenska Fotbollförbundet. 5 november 2004. Arkiverad från originalet den 7 mars 2021. https://web.archive.org/web/20210307112836/https://fogis.se/arkiv/tidigare/2004/11/tu-beslut-5-november-2004/. Läst 1 november 2008.
7. ↑  ”Assyriska till allsvenskan”. sverigesradio.se. 8 november 2004. http://sverigesradio.se/sida/artikel.aspx?programid=103&artikel=500433. Läst 17 november 2023.
8. ↑  ”Allsvenska skyttekungar och publiksnitt”. Svenska Fotbollförbundet. 7 juli 2004. https://www.svenskfotboll.se/serier-cuper/elitfotboll/historik-herr/skyttekungar--publiksnitt/. Läst 11 oktober 2011.
9. 1 2  Jimmy Lindahl (7 juli 2004). ”Publiksiffror”. Bolletinen. http://www.bolletinen.se/sfs/allsvenskan/toppublik.pdf. Läst 11 oktober 2011.